# Най-великата игра
„Най-великата игра“ (на английски: The Greatest Game Ever Played) е американска биографична спортна драма от 2005 г., който е базиран на ранния живот за шампионът по голф Франсис Уиме и неговата изненадваща победа на Откритото първенство на САЩ през 1913 г. Филмът е режисиран от Бил Пакстън, последният му филм като режисьор. Шая Лабъф изпълнява главната си роля на Уиме. Сценарият е адаптиран от Марк Фрост в неговата книга The Greatest Game Ever Played: Harry Vardon, Francis Ouimet, and the Birth of Modern Golf през 2002 г. Премиерата на филма е на 30 септември 2005 г. в Съединените щати от „Уолт Дисни Пикчърс“.